# Unterweisung Mariens (Vineuil-Saint-Firmin)

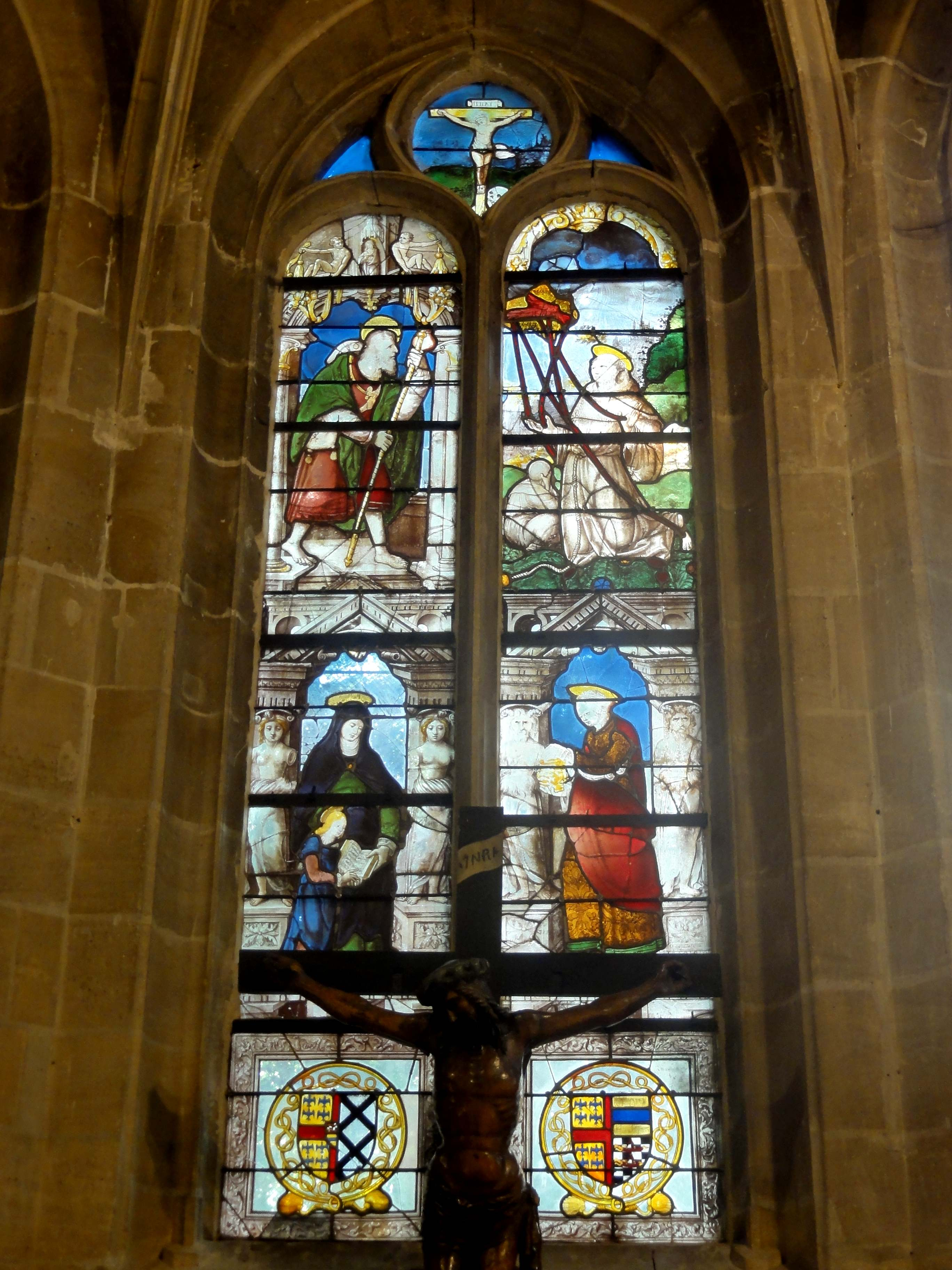
Fenster Unterweisung Mariens in Vineuil-Saint-Firmin

Das Fenster Unterweisung Mariens in der katholischen Pfarrkirche St-Firmin in Vineuil-Saint-Firmin, einer französischen Gemeinde im Département Oise in der Region Hauts-de-France, wurde Mitte des 16. Jahrhunderts geschaffen. Im Jahr 1886 wurde das Bleiglasfenster als Monument historique in die Liste der geschützten Objekte (Base Palissy) in Frankreich aufgenommen.

## Beschreibung
Das zweigeteilte Fenster im Chorscheitel ist drei Meter hoch und 1,60 Meter breit. Es stammt aus einer unbekannten Werkstatt. Es stellt in der Mitte links die Unterweisung Mariens, Maria hat ein Buch in den Händen, durch ihre Mutter Anna und rechts daneben die heilige Maria Magdalena dar. Darüber sind der heilige Jakobus der Ältere (links) und der heilige Franz von Assisi zu sehen.
Im Maßwerk ist die Kreuzigung Christi dargestellt. Am unteren Rand sind die Wappen des Stifterehepaars, François de Montmorency und Catherine de Humières, zu sehen.
Detailaufnahmen aus der Zeit vor 1910

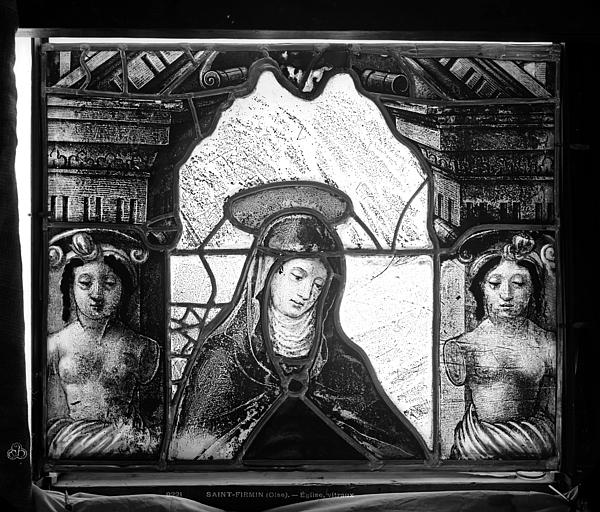
Heilige Anna
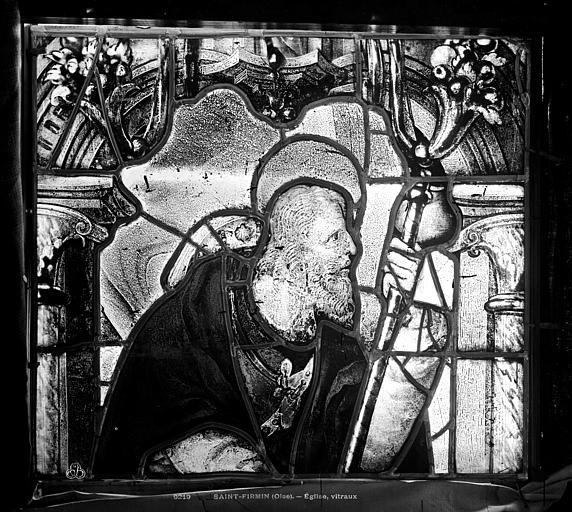
Jakobus der Ältere
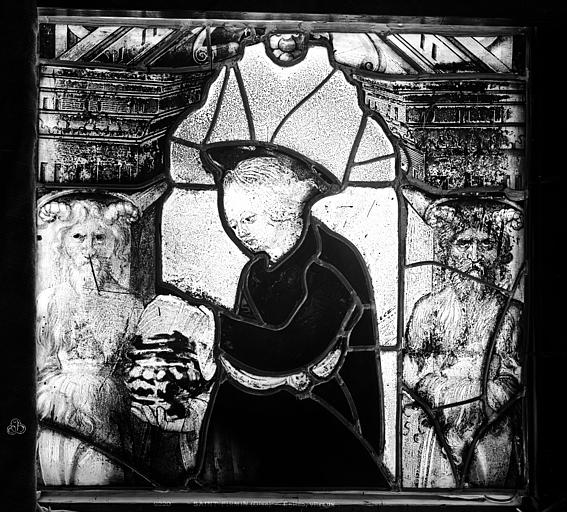
Maria Magdalena
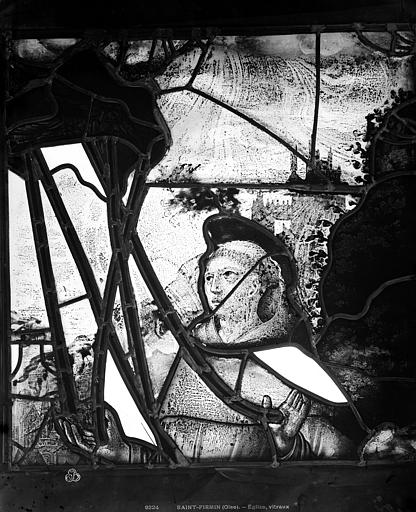
Franz von Assisi